# Palais des Beaux-Arts de Lille

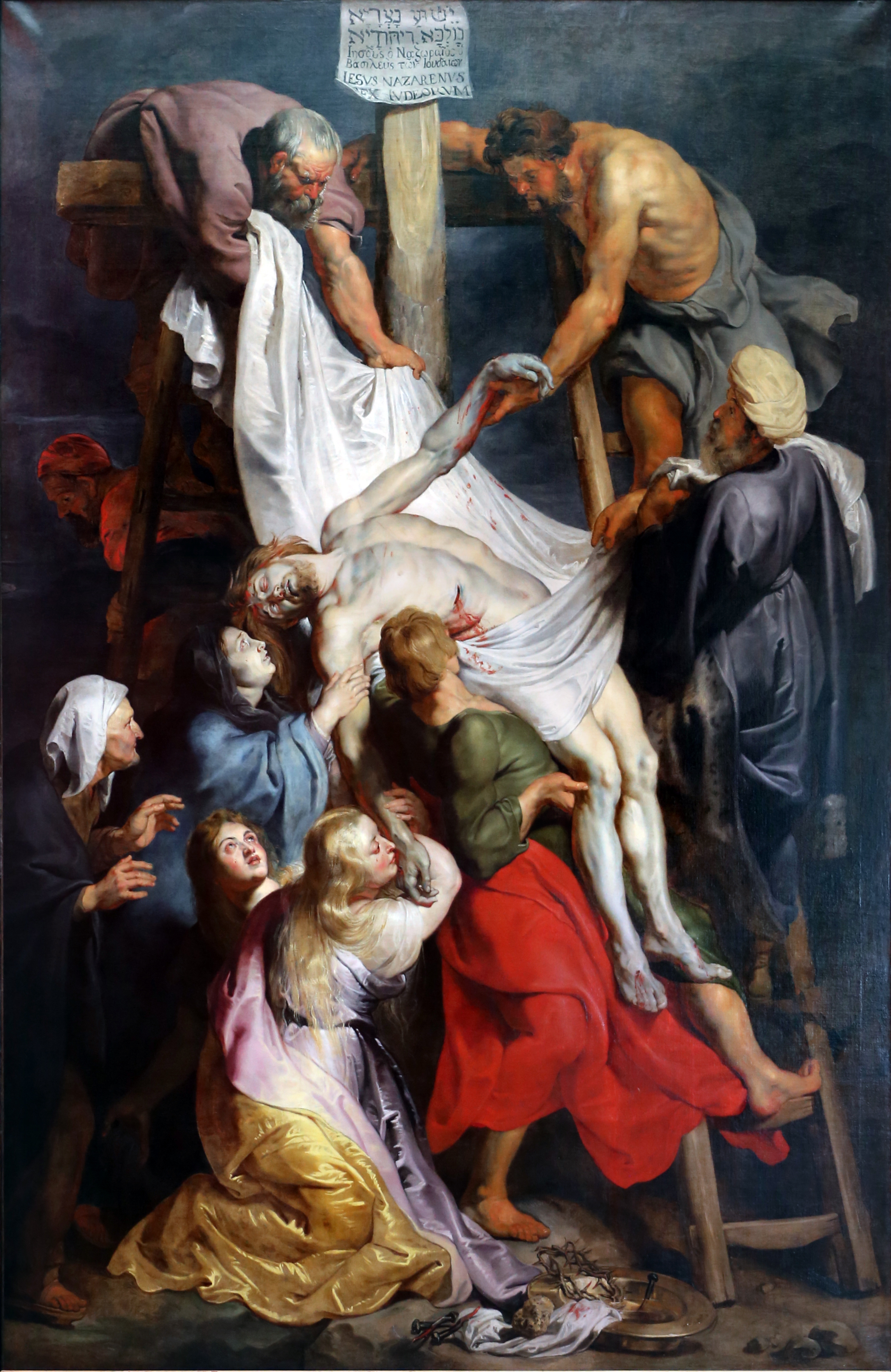
Rubens, Deposizione dalla Croce

Il Palais des Beaux-Arts de Lille o Musée des Beaux-Arts di Lilla è uno dei più grandi musei d'arte francesi, il quarto maggiore del paese esclusi i musei parigini.

## Storia
Nel 1801 il ministro dell'interno francese Jean-Antoine Chaptal selezionò quindici città in cui aprire altrettanti musei d'arte, smistando così l'enorme numero di opere d'arte accumulate durante le confische o durante le guerre della Rivoluzione e del periodo napoleonico. Il museo di Lille fu il primo ad essere costruito dopo il decreto. Aiutarono il veloce avvio dei lavori pittori come Louis Joseph e François Watteau: il primo predispose il più antico catalogo di opere confiscate nella zona, nel 1795, il secondo fu direttore dell'istituzione dal 1808 al 1823.
L'apertura ufficiale avvenne nel 1809, in un palazzo confiscato, per venire poi trasferito nel municipio cittadino. Nel 1866 venne fuso col "Museo Wicar", l'importante collezione di Jean-Baptiste Wicar, e dal 1885 si iniziò a costruire un nuovo palazzo in stile Belle Époque nel centro della città, place de la République, completato nel 1892. Un riordino e ammodernamento si è avuto negli anni novanta del Novecento, con riapertura nel 1997: in tali lavori è stato sistemato un ampio spazio per le mostre temporanee e un dipartimento per i modellini a rilievo di città, una collezione pressoché unica del museo, e per la scultura del XIX secolo.

## Collezioni
La collezione del museo è una delle più vaste di Francia, dopo il Louvre, e comprende artisti come Dirck Bouts, Donatello, Veronese, Tintoretto, Rubens, van Dyck, Jordaens, Rembrandt, El Greco, Ribera, Giordano, Chardin, David, Goya, Delacroix, Corot, Millet, Tissot, Courbet, Manet, Monet, Rodin, Claudel, Renoir, Sisley, Pissarro, Moreau, Redon, Toulouse-Lautrec, Seurat, Van Gogh, Vuillard, Derain, Dufy, Sonia Delaunay, Picasso, Léger e Kupka.

### Opere principali
- Donatello, Banchetto di Erode, 1435 circa
- Paolo Veronese, Paradiso, 1578 circa